# Arenillas (canton)
Arenillas est un canton d'Équateur situé dans la province d'El Oro.